# آرگونیوم
آرگونیوم (به انگلیسی: Argonium) که همچنین با نام‌هایی مانند کاتیون آرگون هیدرید، یون هیدیدوآرگون (۱+) یا آرگون پروتونون‌دار شده نیز نامیده می‌شود، دارای فرمول شیمیایی +ArH است. این ترکیب، کاتیونی متشکل از یک پروتون و یک اتم آرگون است. امکان تهیه آرگونیوم با استفاده از تخلیه بار الکتریکی وجود دارد و این گونه، اولین یون مولکولی گاز نجیب بود که در فضای بین ستاره‌ای یافت شده‌است.